# Coupe de Belgique de football 2020-2021
Navigation
Édition précédente Édition suivante
La Coupe de Belgique 2020-2021 est la 66e édition de la Coupe de Belgique.
En raison de la "crise du Covid-19" et de l'interruption définitive de toutes les compétitions sportives 2019-2020 dès la fin mars 2020, la fédération belge de football a reculé la  finale de la coupe au 1er août 2020. Cette rencontre fera office de "début de la saison 2020-2021". Autres faits également exceptionnels en raison des circonstances, le tirage au sort des Tours préliminaires de l'édition 2021 a été effectué et le premier tour de la 66e édition joué le weekend durant lequel est planifiée la finale de la 65e !
Cette édition 20-21 est particulièrement délicate à organiser, essentiellement en raison de restrictions et/ou mesures gouvernementales destinées à protéger la population dans le contexte de la pandémie d'un coronavirus, dite du Covid-19. Le calendrier est plusieurs fois réadapté (voir plus loin).
Le KRC Genk remporte cette Coupe en battant en finale le Standard de Liège sur le score de 2 buts à 1.

## Remarque préliminaire
À la suite de la réforme intervenue au terme de la saison 2015-2016, la dénomination des divisions a changé. Les deux plus haut niveaux de la hiérarchie, autrement dit les deux divisions professionnelles, sont désormais appelées « D1A » et « D1B ».
Au début de cet exercice 2020-2021, la fédération belge a adapté la dénomination des séries amateurs directement inférieures aux deux divisions professionnelles. Ainsi, le 14 juillet 2021, lors de la publication du résultat du tirage au sort des Coupe de Belgique, on découvre que, désormais, on ne parle plus de  « D1 Amateur » mais de « Nationale 1 ». De leur côté les anciennes D2 Amateur et D3 Amateur perdent le terme « Amateur ». Elles sont la Division 2 et la Division 3 suivie de leur appartenance linguistique: "VV" pour les Néerlandophones ou ACFF pour les Francophones et Germanophones  . Notons que lors du tirage au sort de la Coupe de Belgique, la fédération publie le programme officiel des quatre premiers tour en parlant de "2e Nationale" et de "3e Nationale" pour désigner respectivement les 4e et 5e niveaux de sa hiérarchie.

## Fonctionnement - Règlement
La Coupe de Belgique 2019-2020 est jouée par matchs à élimination directe, à l'exception des demi-finales qui se disputent en rencontres aller/retour. En théorie, les équipes de Division 1 (Jupiler Pro League) ne commencent l'épreuve qu'à partir des « Seizièmes de finale ».

### Généralités
Au total 320 clubs participent à la 66e édition de l'épreuve.
Pour l'édition 2019-2020, cinq tours préliminaires concernent 295 clubs issus de tous les niveaux inférieurs à la Jupiler Pro League. Au total, ces équipes proviennent des divisions suivantes :
- 167 clubs provinciaux (p-)
- 64 clubs de Nationale 3 (N3)
- 49 clubs de Nationale 2 (N2)
- 16 clubs de Nationale 1 (N1)
- 8 clubs de Proximus League (II)
- 16 clubs de Jupiler Pro League (I)

### Cas particulier n°1
Durant l'intersaison de l'été 2020, au bout de longs échanges devant les tribunaux, la Pro League se retrouve contrainte de maintenir le club du K. RS Waasland-Beveren SK au sein de la Jupiler League. Décision est alors prise de fait passer cette division de 16 à 18 équipes en accordant la montée aux deux finalistes de Division 1B (dont la finale « retour » n'a pas encore pu être jouée). Le K. Beerschot VA et OH Leuven sont les heureux bénéficiaires de ce choix. Le Beerschot remportant peu après le titre de « D1B » se retrouve qualifié pour les seizièmes de finale de la Coupe de Belgique 2020-2021. Le déroulement de celle-ci est adapté comme suit:
- Waasland-Beveren et OH Leuven, tout comme six équipes de D1B, entameront leur parcours au 5e tour.
- Le K. Lierse Kempenzonen repêché pour la D1B reste comme considéré « Nationale 1 » et commencera la compétition au 3e  tour
- par effet de cascade:
  - Le K. FC Mandel United I/I, repêché vers la « Nationale 1 », reste considéré comme « D2 Amateur (N2) » et entamera son parcours au 2e tour
  - Le R. FC Wetteren, repêché vers la « Division 2 Amateur », reste considéré comme « D3 Amateur (N3) » et commencera la compétition  au 1re tour.

### Cas particulier n°2
La fédération belge de football met en place un Protocole Covid-19 que les clubs et leurs affiliés sont tenues d'appliquer dans les différentes compétitions. Les directives changent (s'assouplissent ou se durcissent) en fonction de l'évolution de la pandémie .
Les mesures en cas de « joueurs contaminés » varient selon la compétition. Pour les différents championnats une remise de la (ou des) rencontre(s) suivante(s) est prévue sans restriction. Par contre, ce choix n'est pas applicable pour les cinq premiers tour de la Coupe de Belgique. D'une part, la programmation des matchs est reportée, d'autre part, le tour se succédant d'une semaine à l'autre, une remise de match est impossible (à tout le moins très difficile) à gérer. Il est donc demandé aux cercles ayant un élément touché par le « coronavirus » de renoncer à jouer. Plusieurs clubs pensent au bien de la population et se sacrifient en déclarant forfait.

### Cas particulier n°3
En raison de multiples reports, la fédération belge de football redoute de manquer de temps pour mener la Coupe de Belgique 20-21 à son terme. La tenue de Euro 2020 reporté d'un an oblige les fédérations à terminer leurs compétitions plus tôt.
La finale planifiée le week-end des 24 et 25 avril 2021 ne peut être reculée. Devant cette obligation, la « fédé » et les clubs ont négocié le déroulement de l'épreuve. Si pour les seizièmes de finale, l'avantage du terrain reste laissé aux clubs amateurs disposant des installations requises, il est décidé que le reste de la compétition se jouera sur les terrains des équipes professionnelles. Le but officiel de ce choix est d'éviter des remises éventuelles dues à de mauvaises conditions atmosphériques. Les nombreuses et fortes pluies tombées en janvier 2021 ont aussi pesé dans la prise de décision. Ainsi, selon cette mesure, l'Olympic de Charleroi, qui peut accueillir l'AS Eupen en Huitièmes de finale, doit se rendre au Kehrweg 

## Calendrier
Le tirage au sort des premiers tours éliminatoires qu'entament des cercles de Nationale 3 et de provinciales a lieu en deux temps en raison de la situation de quelques clubs qui contestent le verdict de la saison précédente arrêtée abruptement. Les quatre premiers tours sont tirés le 14 juillet 2020 à 10h00 . Initialement prévu entre le 2 août et le 6 septembre 2020, ils sont reportés à la suite des directives édictées par le « Conseil National de Sécurité » (CNS) en raison de l'évolution de la situation de la crise du Covid-19 et reprogrammés entre le  29 août et le 27 septembre 2020 (avec une incertitude pour la date du « Tour préliminaire » oublié dans la communication de la fédération).
- Le tableau ci-dessous est complété selon l'annonce de la RBFA en date du 7 août 2020 et d'un calendrier publié, deux jours plus tôt, dans le magazine « Sport Foot Magazine ». Notons que le calendrier concerné indique des trente-deuxièmes de finale programmés les 10 et 11 octobre 2020. S'agit-il d'une « formulation » pour désigner le 5e tour préliminaire ou un niveau supplémentaire est-il inséré? Aucune communication supplémentaire n'a été faite. La présence de 18 clubs en « D1A » au lieu des 16 prévus n'a pas non plus été expliquée en termes de participations à la Coupe de Belgique.
- Le retour à la hausse des contaminations par la Covid-19 contraint le Gouvernement fédéral belge à maintenir en place des mesures restrictives notamment pour le monde du football non professionnel. Alors que les deux plus hautes divisions poursuivent leurs compétitions « à huis clos », les séries à partir de la Nationale 1 restent à l'arrêt jusqu'en janvier, moment où les instances fédérales décrètent ce qui est familièrement appelé une « saison blanche » ou plus prosaïquement l'annulation de la compétition! Aucune montée ou descente n'aura lieu, sauf demande de retrait volontaire émanant d'un club. Les 1/16e de finale sont, à un moment, très incertains étant donné que neuf des participants sont à l'arrêt forcé. En définitive, trois cercles amateurs renoncent à participer, malgré un second report d'un mois afin de laisser un temps de préparation minimum.

| Nom                                       | Tirage au sort      | Date aller                                                      | Date retour                                                     | Équipes participantes | Équipes restantes |
| ----------------------------------------- | ------------------- | --------------------------------------------------------------- | --------------------------------------------------------------- | --------------------- | ----------------- |
| Cinquième tour préliminaire               | 21 septembre 2020   | 26 et 27 septembre 2020 10 et 11 octobre 2020                   | 26 et 27 septembre 2020 10 et 11 octobre 2020                   | 32 (?)                | 32 à 16           |
| Seizièmes de finale                       | 13 octobre 2020     | 15 au 17 décembre 2020 9 au 10 janvier 2021 2 et 3 février 2021 | 15 au 17 décembre 2020 9 au 10 janvier 2021 2 et 3 février 2021 | 32 (16+16*)           | 32 à 16           |
| Huitièmes de finale                       | 8 janvier 2021      | 9 au 11 février 2021                                            | 9 au 11 février 2021                                            | 16                    | 16 à 8            |
| Quarts de finale                          | 11 février 2021     | 2 au 4 mars 2021                                                | 2 au 4 mars 2021                                                | 8                     | 8 à 4             |
| Demi-finales                              | 4 mars 2021         | 9 au 11 mars 2021                                               | 9 au 11 mars 2021                                               | 4                     | 4 à 2             |
| Finale                                    | 24 ou 25 avril 2021 | 24 ou 25 avril 2021                                             | 24 ou 25 avril 2021                                             | 2                     | 2 à 1             |
| * entrée de 16 clubs de la D1 belge (D1A) |                     |                                                                 |                                                                 |                       |                   |

## Cinquième tour préliminaire
- Ces rencontres ont été disputées les 10 et 11 octobre 2020.
  - Cinq formations de Nationale 1 (N1) et quatre de Division 2 Amateur (N2) se placent pour affronter un club de l'élite.
  - Il n'y a plus d'équipes de Division 3 Amateur (N3) et des divisions provinciales.

| Tour | N°  | Équipe 1                          | Équipe 2                                  | Score 90 min | Score 120 min | T au B |
| ---- | --- | --------------------------------- | ----------------------------------------- | ------------ | ------------- | ------ |
| T5   | 266 | K. VV Thes Sport Tessenderlo (N1) | KM SK Deinze (II)                         | 3-1          |               |        |
| T5   | 267 | Lommel SK (II)                    | K. VV Zelzate (N2)                        | 3-2          |               |        |
| T5   | 268 | Union Rochefortoise (N3)          | RWD Molenbeek (II)                        | 1-8          |               |        |
| T5   | 269 | R. Union St-Gilloise (II)         | K. SK Heist (N1)                          | 4-0          |               |        |
| T5   | 270 | K. VC Westerlo (II)               | RC Kiewit Hadès Hasselt (N2)              | 5-1          |               |        |
| T5   | 271 | K. OLSA Brakel (N2)               | FC Verbroedering Dender EH (N1)           | 2-0          |               |        |
| T5   | 272 | R. FC Warnant (N2)                | R. FC de Liège (N1)                       | 0-1          |               |        |
| T5   | 273 | RAAL La Louvière (N2)             | R. SCUP Dieleghem Jette (N2)              | 2-0          |               |        |
| T5   | 274 | K. VC Jong Lede (N3)              | SC Lokeren-Temse (N2)                     | 0-2          |               |        |
| T5   | 275 | K. SC City Pirates Antwerpen (N2) | K. Rupel Boom FC (N1)                     | 1-2          |               |        |
| T5   | 276 | K. RS Waasland-Beveren SK (I)     | K. FC Sparta Petegem (N2)                 | 3-0          |               |        |
| T5   | 277 | R. Knokke FC (N1)                 | OH Leuven (I)                             | 0-2          |               |        |
| T5   | 278 | URSL Visé (N1)                    | K. FC Dessel Sport (N1)                   | 1-2          |               |        |
| T5   | 279 | R. FC Seraing (II)                | K. SC Blankenberge (WVl-1)                | 6-1          |               |        |
| T5   | 280 | K. FC Heur-Tongeren (N2)          | R. Union St-Ghislain-Tertre-Hautrage (N3) | 3-0          |               |        |
| T5   | 281 | R. Olympic Club de Charleroi (N1) | K. SC Eendracht Aalst (N2)                | 1-1          | 2-1           |        |

## Tableau final
En attente du tirage des quarts de finale...

## Seizièmes de finale
Les seizièmes de finale se déroulent sur deux journées, les mardi 2 et mercredi 3 février 2021.
En raison du double report (de décembre à janvier puis finalement à février), plusieurs clubs non professionnels (N1 ou D2 Am), privés d'entraînements et de compétition par les mesures dites "anti-Covid", préfèrent renoncer à disputer cette partie. Le club de K. FC Dessel Sport a lui été contraint de déclarer forfait sur décision des autorités communales.
Par ailleurs, la Pro League a annoncé qu'elle compte offrir une aide supplémentaire aux clubs non professionnels ayant choisi de jouer malgré les circonstances particulières (notamment sans recettes guichets, buvettes, ou autres).

### Participants

#### Par régions
| Régions         | Total | JPL (I) | PL (II) | N1 | N2 |
| --------------- | ----- | ------- | ------- | -- | -- |
| Bruxelles       | 3     | 1       | 2       | 0  | 0  |
| Région flamande | 21    | 12      | 2       | 3  | 3  |
| Région wallonne | 8     | 4       | 1       | 1  | 2  |
| TOTAUX          | 32    | 18      | 5       | 5  | 4  |

#### Par provinces
Trois provinces francophones: Brabant wallon, Luxembourg et Namur ne sont plus représentées.
| #  | Provinces                       | Total | JP (I) | PL (II) | N1 | N2 | Détails Clubs Amateurs                                               |
| -- | ------------------------------- | ----- | ------ | ------- | -- | -- | -------------------------------------------------------------------- |
| 1  | Province d'Anvers               | 6     | 3      | 1       | 2  | 0  | K. FC Dessel Sport (Forfait), K. Rupel Boom FC (Forfait)             |
| 2a | Province du Brabant flamand     | 1     | 1      | 0       | 0  | 0  |                                                                      |
| 2c | Bruxelles - ACFF                | 3     | 1      | 2       | 0  | 0  |                                                                      |
| 4  | Province de Flandre-Occidentale | 5     | 5      | 0       | 0  | 0  |                                                                      |
| 5  | Province de Flandre-Orientale   | 4     | 2      | 0       | 0  | 2  | K. OLSA Brakel, K. SC Lokeren-Temse                                  |
| 6  | Province de Hainaut             | 4     | 2      | 0       | 1  | 1  | R. Olympic CC, RAAL La Louvière                                      |
| 7  | Province de Liège               | 4     | 2      | 1       | 1  | 0  | R. FC de Liège                                                       |
| 8  | Province de Limbourg            | 5     | 2      | 1       | 1  | 1  | K. Patro Eisden Maasmechelen, K. VV Thes Sport Tessenderlo (Forfait) |
|    | TOTAUX                          | 32    | 18     | 5       | 5  | 4  |                                                                      |

### Résultats
- Deux cercles de l'élite sont éliminés par des équipes de divisions inférieures:
  - L'Union St-Gilloise (Division1 B) écarte Mouscron.
  - L'Olympic de Charleroi (Nationale 1) surprend Zulte-Waregem.
- Par ailleurs, deux clubs de D1A, qui ont changé d'entraîneur dans les jours précèdant ces 1/16e de finale, à savoir le Cercle de Bruges et Courtrai se qualifient pour les Huitièmes.

|  | Tenant du trophée                    |
|  | Clubs qualifiés pour le tour suivant |

| N°  | Date       | Équipe 1                          | Équipe 2                 | Score 90 min | Score 120 min | T au B |
| --- | ---------- | --------------------------------- | ------------------------ | ------------ | ------------- | ------ |
| S01 | 02/02/2021 | R. Antwerp FC (I)                 | RAAL La Louvière (N2)    | 2-1          |               |        |
| S02 | 02/02/2021 | R. Union St-Gilloise (II)         | R. Excel Mouscron (I)    | 2-1          |               |        |
| S03 | 02/02/2021 | K. FC Dessel Sport (N1)           | K. Beerschot VA (I)      | 0-5          | Forfait       |        |
| S04 | 03/02/2021 | R. Charleroi SC (I)               | K. VC Westerlo (II)      | 1-0          |               |        |
| S05 | 03/02/2021 | K. AA Gent (I)                    | K. FC Heur-Tongeren (N2) | 5-0          |               |        |
| S06 | 02/02/2021 | K. Rupel Boom FC (N1)             | K. AS Eupen (I)          | 0-5          | Forfait       |        |
| S07 | 03/02/2021 | K. SC Lokeren-Temse (N2)          | K. VV St-Truidense (I)   | 0-2          |               |        |
| S08 | 03/02/2021 | YR KV Mechelen (I)                | RWD Molenbeek (II)       | 2-0          |               |        |
| S09 | 03/02/2021 | Club Brugge KV (I)                | K. OLSA Brakel (N2)      | 6-1          |               |        |
| S10 | 02/02/2021 | K. VV Thes Sport Tessenderlo (N1) | K. RC Genk (I)           | 0-5          | Forfait       |        |
| S11 | 03/02/2021 | OH Leuven (I)                     | Cercle Brugge K. SV (I)  | 2-3          |               |        |
| S12 | 02/02/2021 | Lommel SK (II)                    | KV Kortrijk (I)          | 1-3          |               |        |
| S13 | 03/02/2021 | K. RS Waasland-Beveren SK (I)     | KV Oostende (I)          | 2-3          |               |        |
| S14 | 03/02/2021 | R. Olympic CC (N1)                | SV Zulte-Waregem (I)     | 1-0          |               |        |
| S15 | 03/02/2021 | R. FC Seraing (II)                | R. Standard de Liège (I) | 1-4          |               |        |
| S16 | 03/02/2021 | R. FC de Liège (N1)               | R. SC Anderlecht (I)     | 0-2          |               |        |

## Huitièmes de finale
Les 1/8 de finale sont programmés du 9 au 11 février 2021.
Le tirage au sort réserve plusieurs affiches prometteuses, à commencer par la revanche de la dernière finale, entre les Blauw 'n Zwart brugeois et les tenants du titre anversois. À noter qu'au soir des seizièmes de finale, ces deux cercles sont respectivement n°1 et n°2 du classement de la Jupiler League. Deux derbies retiennent aussi l'attention. D'une part, un clash bruxellois entre des Unionistes ambitieux et des anderlechtois qui rêvent de conquérir une Coupe qui leur échappe depuis treize ans. D'autre part, le Limbourg attend le choc de ses deux fers de lance, Genk (4 victoires en 5 finales) et St-Trond (2 finales perdues). Le « petit poucet » de cette édition, les Dogues olympiens se rendent chez les Pandas eupenois.

### Participants

#### Par régions
| Régions         | Total | JPL (I) | PL (II) | N1 |
| --------------- | ----- | ------- | ------- | -- |
| Bruxelles       | 2     | 1       | 1       | 0  |
| Région flamande | 10    | 10      | 0       | 0  |
| Région wallonne | 4     | 3       | 0       | 1  |
| TOTAUX          | 16    | 14      | 1       | 1  |

#### Par provinces
La Province du Brabant flamand n'a plus aucun représentant.
| #  | Provinces                       | Total | JP (I) | PL (II) | N1 | Détails Clubs Amateurs |
| -- | ------------------------------- | ----- | ------ | ------- | -- | ---------------------- |
| 1  | Province d'Anvers               | 3     | 3      | 0       | 0  |                        |
| 2c | Bruxelles - ACFF                | 2     | 1      | 1       | 0  |                        |
| 4  | Province de Flandre-Occidentale | 4     | 4      | 0       | 0  |                        |
| 5  | Province de Flandre-Orientale   | 1     | 1      | 0       | 0  |                        |
| 6  | Province de Hainaut             | 2     | 1      | 0       | 1  | R. Olympic CC          |
| 7  | Province de Liège               | 2     | 2      | 0       | 0  |                        |
| 8  | Province de Limbourg            | 2     | 2      | 0       | 0  |                        |
|    | TOTAUX                          | 16    | 14     | 1       | 1  |                        |

### Résultats
- Le « Club Brugeois » prend sa revanche sur la dernière finale en éliminant l'Antwerp.
- Pensionnaires de l'équivalent d'une 3e Division, l'Oympic de Charleroi résistent une mi-temps (1-1) à l'AS Eupen, puis s'écroulent durant le quatrième quart d'heure (4-1 à la 65e minutes) [12].
- L'autre club carolorégien encore en lice, le Sporting de Charleroi est aussi éliminé. Ceux que l'on surnomme les « Zèbres » mènent rapidement au score (0-1 à la 2e minute) à La Gantoise mais perdent subitement pied et se font submerger dans le dernier quart d'heure (3-1).
- De nouveau opposée au Sporting d'Anderlecht, l'Union St-Gilloise est loin de rééditer la performance (rappel victoire 0-3) réalisée lors des 1/16e de finale de l'édition 2018-2019, car elle s'incline très lourdement à domicile 0-5.

|  | Clubs qualifiés pour le tour suivant |

| N° | Date       | Équipe 1                  | Équipe 2                 | Score 90 min | Score 120 min | T aux B |
| -- | ---------- | ------------------------- | ------------------------ | ------------ | ------------- | ------- |
| H1 | 09/02/2021 | Cercle Brugge K. SV (I)   | KV Oostende (I)          | 3-1          |               |         |
| H2 | 09/02/2021 | KV Kortrijk (I)           | R. Standard de Liège (I) | 1-1          | 1-1           | 5-6     |
| H3 | 10/02/2021 | K. AS Eupen (I)           | R. Olympic CC (N1)       | 5-1          |               |         |
| H4 | 10/02/2021 | K. RC Genk (I)            | K. St-Truidense VV (I)   | 1-0          |               |         |
| H5 | 10/02/2021 | Club Brugge KV (I)        | R. Antwerp FC (I)        | 3-1          |               |         |
| H6 | 11/02/2021 | K. Beerschot VA (I)       | YR KV Mechelen (I)       | 0-1          |               |         |
| H7 | 11/02/2021 | K. AA Gent (I)            | R. Charleroi SC (I)      | 3-1          |               |         |
| H8 | 11/02/2021 | R. Union St-Gilloise (II) | R. SC Anderlecht (I)     | 0-5          |               |         |

## Quarts de finale
Le tirage au sort des quarts de finale est effectué après les 1/8e de finale. Il se déroule à proximité de la pelouse du stade Marien de l'Union St-Gilloise, quelques minutes après l'issue du dernier Huitièmes de finale, joué entre l'équipe locale et le R. SC Anderlecht. Le tirage est diffusé en direct sur « Sporza », une des chaînes de la télévision néerlandophone belge de service public « VRT » .
Les quarts de finale sont prévus du 2 au 4 mars 2021.
- Une affiche occulte toutes les autres. Le choc entre le Standard de Liège et le Club Brugeois, prévu à Sclessin s'annonce « explosif ». Les deux clubs ont marqué l'Histoire de l'épreuve de leur empreinte. Ensembles, ils totalisent 19 trophées pour 31 finales jouées (dont deux l'un contre l'autre, avec une victoire pour chaque camp).
- L'AS Eupen atteint les Quarts de finale pour la 2e fois de son Histoire. Lors de l'édition 2016-2017, il y avait éliminé le KV Kortrijk sur le score de 4 à 0. Le club germanophone est le seul des huit encore en course à n'avoir jamais soulever le trophée (voir ci-dessous).
- Sept des huit équipes présentes ont déjà conquis au moins deux fois la Coupe de Belgique.
  - Club Brugge KV 11 victoires
  - R. SC Anderlecht 9 victoiress
  - R. Standard de Liège 8 victoires
  - K. RC Genk 4 victoires
  - K. AA Gent 3 victoires
  - Cercle Brugge K. SV et YR KV Mechelen 2 victoires

### Participants
Seules des formations de Division 1A (Jupiler League) poursuivent l'épreuve à partir des Quarts de finale.

#### Par régions
| Régions         | Total | JPL (I) | PL (II) |
| --------------- | ----- | ------- | ------- |
| Bruxelles       | 1     | 1       | 0       |
| Région flamande | 5     | 5       | 0       |
| Région wallonne | 2     | 2       | 0       |
| TOTAUX          | 8     | 8       | 0       |

#### Par provinces
Le Hainaut n'a plus aucun représentant.
| #  | Provinces                       | Total | JP (I) | PL (II) |
| -- | ------------------------------- | ----- | ------ | ------- |
| 1  | Province d'Anvers               | 1     | 1      | 0       |
| 2c | Bruxelles - ACFF                | 1     | 1      | 0       |
| 4  | Province de Flandre-Occidentale | 2     | 2      | 0       |
| 5  | Province de Flandre-Orientale   | 1     | 1      | 0       |
| 6  | Province de Liège               | 2     | 2      | 0       |
| 7  | Province de Limbourg            | 1     | 1      | 0       |
|    | TOTAUX                          | 8     | 8      | 0       |

### Résultats
- Encore en lice avec sept anciens vainqueurs du trophée, l'AS Eupen se hisse, pour la deuxième fois de son Histoire, en demi-finales de l'épreuve (Précédent en 2017, à l'époque élimination par Zulte-Waregem). De son côté, le Sporting d'Anderlecht atteint le « dernier carré » pour la première fois depuis six ans.

| mercredi 3 mars 2021 | R. SC ANDERLECHT (I) | 1-0   | Cercle Brugge K. SV (I) | | |
| 20h45                | L. Nmecha (1-0) 13e  | (1-0) |                         | Lotto Park Spectateurs : 0 huis-clos en raison des restrictions liées à la situation sanitaire Arbitrage : M. Bram Van Driessche. | Lotto Park Spectateurs : 0 huis-clos en raison des restrictions liées à la situation sanitaire Arbitrage : M. Bram Van Driessche. |
| 20h45                | bsdb.be              |       |                         | Lotto Park Spectateurs : 0 huis-clos en raison des restrictions liées à la situation sanitaire Arbitrage : M. Bram Van Driessche. | Lotto Park Spectateurs : 0 huis-clos en raison des restrictions liées à la situation sanitaire Arbitrage : M. Bram Van Driessche. |

| 4 mars 2021 | R. STANDARD DE LIÈGE (I) | 1-0   | Club Brugge KV (I) | | |
| 20h45       |                          | (0-0) |                    | Maurice Dufrasne Spectateurs : 0 huis-clos en raison des restrictions liées à la situation sanitaire Arbitrage : M. | Maurice Dufrasne Spectateurs : 0 huis-clos en raison des restrictions liées à la situation sanitaire Arbitrage : M. |
| 20h45       | [ bsdb.be]               |       |                    | Maurice Dufrasne Spectateurs : 0 huis-clos en raison des restrictions liées à la situation sanitaire Arbitrage : M. | Maurice Dufrasne Spectateurs : 0 huis-clos en raison des restrictions liées à la situation sanitaire Arbitrage : M. |

En difficultés en championnat (12e le jour du match), le Standard de Liège crée la sensation en s'imposant devant l'autoritaire de la Jupiler League, le Club Brugeois, lequel s'est vu refuser un but dans le temps additionnel, par l'arbitre, Monsieur Verboomen, convaincu d'avoir vu une faute de main préalable. Sur les images télévisées, il est clairement établi que le ballon de la tête d'un joueur brugeois touche l'avant-bras gauche du gardien de but brugeois, Simon Mignolet, venu dans le rectangle liégeois à la suite d'un corner en faveur de son club. Par la suite, après avoir visionné les images télévisées, ce gardien reconnaîtra la faute de "main". Le but brugeois a donc été logiquement annulé.
| 4 mars 2021 | K. RC GENK (I)                                                                             | 4-1   | Yellow Red KV Mechelen (I) | | |
| 20h45       | K. Thorstvedt (1-0) 2e · D. Muñoz (2-0) 10e · K. Thorstvedt (3-0) 65e · Th. Bongonda (4-1) | (2-0) | 81e (3-1) A. K. Mrabti     | Luminus Arena Spectateurs : 0 huis-clos en raison des restrictions liées à la situation sanitaire Arbitrage : M. Jonathan Lardot. | Luminus Arena Spectateurs : 0 huis-clos en raison des restrictions liées à la situation sanitaire Arbitrage : M. Jonathan Lardot. |
| 20h45       | bsdb.be                                                                                    |       |                            | Luminus Arena Spectateurs : 0 huis-clos en raison des restrictions liées à la situation sanitaire Arbitrage : M. Jonathan Lardot. | Luminus Arena Spectateurs : 0 huis-clos en raison des restrictions liées à la situation sanitaire Arbitrage : M. Jonathan Lardot. |

| 4 mars 2021 | K. AS EUPEN (I)    | 1-0   | K. AA Gent (I) | | |
| 20h45       | J. Heris (1-0) 48e | (0-0) |                | Kehrweg Spectateurs : 0 huis-clos en raison des restrictions liées à la situation sanitaire Arbitrage : M. Jan Boterberg. | Kehrweg Spectateurs : 0 huis-clos en raison des restrictions liées à la situation sanitaire Arbitrage : M. Jan Boterberg. |
| 20h45       | bsdb.be            |       |                | Kehrweg Spectateurs : 0 huis-clos en raison des restrictions liées à la situation sanitaire Arbitrage : M. Jan Boterberg. | Kehrweg Spectateurs : 0 huis-clos en raison des restrictions liées à la situation sanitaire Arbitrage : M. Jan Boterberg. |

## Demi-finales
Les demi-finales se joueront le 13 et le 14 mars.
Le tirage au sort a été effectué à l’issue du dernier quart de finale le jeudi 4 mars, par l'ancien Diable rouge Georges Grün.
Début février 2021 en raison d'un calendrier très chargé (à la suite des remises des tours précédents), la fédération décide que, contrairement au règlement initial, les demi-finales se jouent en un manche, sur le terrain de la première équipe tirée .
Il est à noter que les 2 rencontres bénéficieront de l’arbitrage assisté par vidéo (VAR). 

### Participants
Plus de représentant des provinces d'Anvers, des Flandres (Fl. occidentale et Fl. orientale. Concernant les « clubs flandriens », c'est un petit événement en soit, puisque c'est la première fois depuis dix-huit ans (2002-2003) qu'au moins une des deux Provinces n'est pas représentée. Cette « édition sans flandrien » avait vu la victoire finale de la R. AA Louviéroise.
Pour la toute première fois de l'Histoire de l'épreuve, le dernière carré est composé par des formations émanant des trois Communautés linguistiques belges ET un club de la Région de Bruxelles-Capitale.

#### Par régions
| Régions         | Total | JPL (I) |
| --------------- | ----- | ------- |
| Bruxelles       | 1     | 1       |
| Région flamande | 1     | 1       |
| Région wallonne | 2     | 2       |
| TOTAUX          | 4     | 4       |

#### Par provinces
| #  | Provinces            | Total | JPL (I) |
| -- | -------------------- | ----- | ------- |
| 2c | Bruxelles - ACFF     | 1     | 1       |
| 6  | Province de Liège    | 2     | 2       |
| 7  | Province de Limbourg | 1     | 1       |
|    | TOTAUX               | 4     | 4       |

### Résultats
- « L'avantage du terrain » est déjoué puisque ce sont les deux équipes visiteuses qui atteignent la finale. Au terme d'une rencontre équilibrée, le Standard de Liège décroche sa place en finale pour la 18e fois, grâce à un frappe magistrale de Selim Amallah. Le lendemain, Genk prend deux buts d'avance puis, bien qu’en infériorité numérique, résiste aux poussées mauves et décroche une 6e participation en finale de la Coupe de Belgique.

| samedi 13 mars 2021 | K. AS Eupen (I)              | 0-1     | R. STANDARD DE LIÈGE (I)                         | | |
| 20h45               |                              | (0-0)   | 66e (0-1) S. Amallah                             | Kehrweg Spectateurs : 0 huis-clos en raison des restrictions liées à la situation sanitaire Arbitrage : M. Lawrence Visser. | Kehrweg Spectateurs : 0 huis-clos en raison des restrictions liées à la situation sanitaire Arbitrage : M. Lawrence Visser. |
| 20h45               | S. Peeters 8e · J. Heris 72e | bsdb.be | 16e J. Muleka · 26e N. Raskin · 90e+2e K. Laifis | Kehrweg Spectateurs : 0 huis-clos en raison des restrictions liées à la situation sanitaire Arbitrage : M. Lawrence Visser. | Kehrweg Spectateurs : 0 huis-clos en raison des restrictions liées à la situation sanitaire Arbitrage : M. Lawrence Visser. |

| dimanche 14 mars 2021 | R. SC Anderlecht (I)             | 1-2     | K. RC GENK (I)                                   | | |
| 20h45                 | A. Trebel (2-0) 73e              | (0-1)   | 17e (0-1) P. Onuachu · 59e (csc) (0-2) M. Miazga | Lotto Park Spectateurs : 0 huis-clos en raison des restrictions liées à la situation sanitaire Arbitrage : M. Jonathan Lardot. | Lotto Park Spectateurs : 0 huis-clos en raison des restrictions liées à la situation sanitaire Arbitrage : M. Jonathan Lardot. |
| 20h45                 | J. Cullen 51e · M. Miazga 90e+2e | bsdb.be | 73e J. Lucumí · 83e K. Thorstvedt                | Lotto Park Spectateurs : 0 huis-clos en raison des restrictions liées à la situation sanitaire Arbitrage : M. Jonathan Lardot. | Lotto Park Spectateurs : 0 huis-clos en raison des restrictions liées à la situation sanitaire Arbitrage : M. Jonathan Lardot. |

## Finale
La Finale a lieu le dimanche 25 avril 2021.
- C'est la 3e fois que le Standard et Genk se retrouve en finale de la Coupe de Belgique. Les statistiques indiquent une victoire chacun.

Le club limbourgeois a gagné les quatre premières des cinq finales qu'il a disputées. Avant cette finale 2021, sa dernière victoire remonte à l'édition 2013. En 2018, les Bleus et Blancs ont perdu leur dernière finale contre... le Standard.
Les « Rouches » ont déjà conquis 8 fois le trophée, dont lors de leur trois dernières apparitions en finale (2011, 2016, et 2018)
| Standard de Liège · |                        |     |
| Titulaires :        |                        |     |
|                     |                        |     |
| 16                  | Arnaud Bodart          |     |
| 41                  | Hugo Siquet            |     |
| 05                  | Moussa Sissako         |     |
| 34                  | Konstantínos Laïfis    |     |
| 24                  | Nicolas Gavory         |     |
| 08                  | Gojko Cimirot          | 66e |
| 26                  | Nicolas Raskin         |     |
| 28                  | Samuel Bastien         | 75e |
| 19                  | Selim Amallah          |     |
| 32                  | Michel-Ange Balikwisha | 57e |
| 14                  | João Klauss            |     |
|                     |                        |     |
| Remplaçants :       |                        |     |
| 01                  | Jean-François Gillet   |     |
| 06                  | Noë Dussenne           |     |
| 10                  | Mehdi Carcela          | 66e |
| 15                  | Eden Shamir            |     |
| 17                  | Jackson Muleka         | 57e |
| 21                  | Collins Fai            |     |
| 22                  | Maxime Lestienne       | 75e |
|                     |                        |     |
| Entraîneur :        |                        |     |
| Mbaye Leye          |                        |     |

| KRC Genk ·        |                     |     |
| Titulaires :      |                     |     |
|                   |                     |     |
| 26                | Maarten Vandevoordt |     |
| 23                | Daniel Muñoz        |     |
| 46                | Carlos Cuesta       |     |
| 33                | Jhon Lucumí         |     |
| 05                | Gerardo Arteaga     |     |
| 08                | Bryan Heynen        |     |
| 17                | Patrik Hrošovský    |     |
| 42                | Kristian Thorstvedt | 87e |
| 07                | Junya Ito           |     |
| 10                | Theo Bongonda       |     |
| 18                | Paul Onuachu        |     |
|                   |                     |     |
| Remplaçants :     |                     |     |
| 02                | Mark McKenzie       | 87e |
| 09                | Cyriel Dessers      |     |
| 14                | Bastien Toma        |     |
| 21                | Jere Uronen         |     |
| 24                | Luca Oyen           |     |
| 40                | Tobe Leysen         |     |
| 77                | Ángelo Preciado     |     |
|                   |                     |     |
| Entraîneur :      |                     |     |
| John van den Brom |                     |     |

| Standard de Liège · |                        |     |
| Titulaires :        |                        |     |
|                     |                        |     |
| 16                  | Arnaud Bodart          |     |
| 41                  | Hugo Siquet            |     |
| 05                  | Moussa Sissako         |     |
| 34                  | Konstantínos Laïfis    |     |
| 24                  | Nicolas Gavory         |     |
| 08                  | Gojko Cimirot          | 66e |
| 26                  | Nicolas Raskin         |     |
| 28                  | Samuel Bastien         | 75e |
| 19                  | Selim Amallah          |     |
| 32                  | Michel-Ange Balikwisha | 57e |
| 14                  | João Klauss            |     |
|                     |                        |     |
| Remplaçants :       |                        |     |
| 01                  | Jean-François Gillet   |     |
| 06                  | Noë Dussenne           |     |
| 10                  | Mehdi Carcela          | 66e |
| 15                  | Eden Shamir            |     |
| 17                  | Jackson Muleka         | 57e |
| 21                  | Collins Fai            |     |
| 22                  | Maxime Lestienne       | 75e |
|                     |                        |     |
| Entraîneur :        |                        |     |
| Mbaye Leye          |                        |     |

| KRC Genk ·        |                     |     |
| Titulaires :      |                     |     |
|                   |                     |     |
| 26                | Maarten Vandevoordt |     |
| 23                | Daniel Muñoz        |     |
| 46                | Carlos Cuesta       |     |
| 33                | Jhon Lucumí         |     |
| 05                | Gerardo Arteaga     |     |
| 08                | Bryan Heynen        |     |
| 17                | Patrik Hrošovský    |     |
| 42                | Kristian Thorstvedt | 87e |
| 07                | Junya Ito           |     |
| 10                | Theo Bongonda       |     |
| 18                | Paul Onuachu        |     |
|                   |                     |     |
| Remplaçants :     |                     |     |
| 02                | Mark McKenzie       | 87e |
| 09                | Cyriel Dessers      |     |
| 14                | Bastien Toma        |     |
| 21                | Jere Uronen         |     |
| 24                | Luca Oyen           |     |
| 40                | Tobe Leysen         |     |
| 77                | Ángelo Preciado     |     |
|                   |                     |     |
| Entraîneur :      |                     |     |
| John van den Brom |                     |     |

## Nombre d'équipes par division
| Division   | Quatrième tour préliminaire | +  | Cinquième tour préliminaire | +   | Seizièmes de finale | Huitièmes de finale | Quarts de finale | Demi- finales | Finale |
| ---------- | --------------------------- | -- | --------------------------- | --- | ------------------- | ------------------- | ---------------- | ------------- | ------ |
| I          | N/A                         | +2 | 2                           | +16 | 18                  | 14                  | 8                | 4             | 2      |
| II         | 1                           | +6 | 6                           |     | 5                   | 1                   | 0                | -             | -      |
| N1         | 12                          |    | 9                           |     | 5                   | 1                   | 0                | -             | -      |
| N2         | 20                          |    | 11                          |     | 4                   | 0                   | -                | -             | -      |
| N3         | 11                          |    | 3                           |     | 0                   | -                   | -                | -             | -      |
| Provincial | 4                           |    | 1                           |     | 0                   | -                   | -                | -             | -      |
| Total      | 48                          | +8 | 32                          | +16 | 32                  | 16                  | 8                | 4             | 2      |